# George Allen (politikus)
George Allen (Whittier, 1952. március 8. –) az Amerikai Egyesült Államok szenátora (Virginia, 2001–2007).